# التعليم في الولايات المتحدة
نظــام التعليم في الولايات المتحدة نظام«لا مركزي»، ولهذا السبب فان القوانين التي تحكم هيكل ومضمون برامج التعليم تتنوع بدرجة كبيرة ما بين ولاية وأخرى، ومع ذلك تبدو هذه البرامج متشابهة بشكل ملحوظ بسبب العوامل المشتركة بين هذه الولايات كالحاجات الاجتماعية والاقتصادية والتنقل المتكرر للطلاب والمعلمين من ولاية إلى أخرى ومن ثم فإن التجريب والتنوع في كل ولاية لا يعوق دون ظهور شكل عام للنظام التعليمي في أمريكا.

والتعليم العام إجباري في الولايات المتحدة الأمريكية ومجاني في كافة المدارس الحكومية ويبدأ عادة من سن السادسة أو السابعة وحتى سن السادسة عشر وإلى أن يستكمل الطالب دراسة المرحلة الثانوية التي تنتهي في الصف الثاني عشر أما بالنسبة للمدارس الخاصة فيسمح لها بالعمل وفق تراخيص خاصة وقواعد تتبع لإعتماد هذه المدارس من قبل الولاية التابعة لها يُدَرَّس في معظم صفوف الدراسة باللغة الإنجليزية، إلا في المدارس التي يوجد فيها كثافـة عالية من الطلاب الذين لا تكون لغتهم الأولى هي اللغة الإنجليزية وفي هذه الحالة تُدَرَّس المناهج بلغة غير اللغة الإنجليزية مع تكثيف تدريس اللغة الإنجليزية لغير الناطقين بها إلى أن يصبح الطالب مؤهلا للدراسة في الفصول العادية التي تُدَرِّس مناهجها باللغة الإنجليزية.

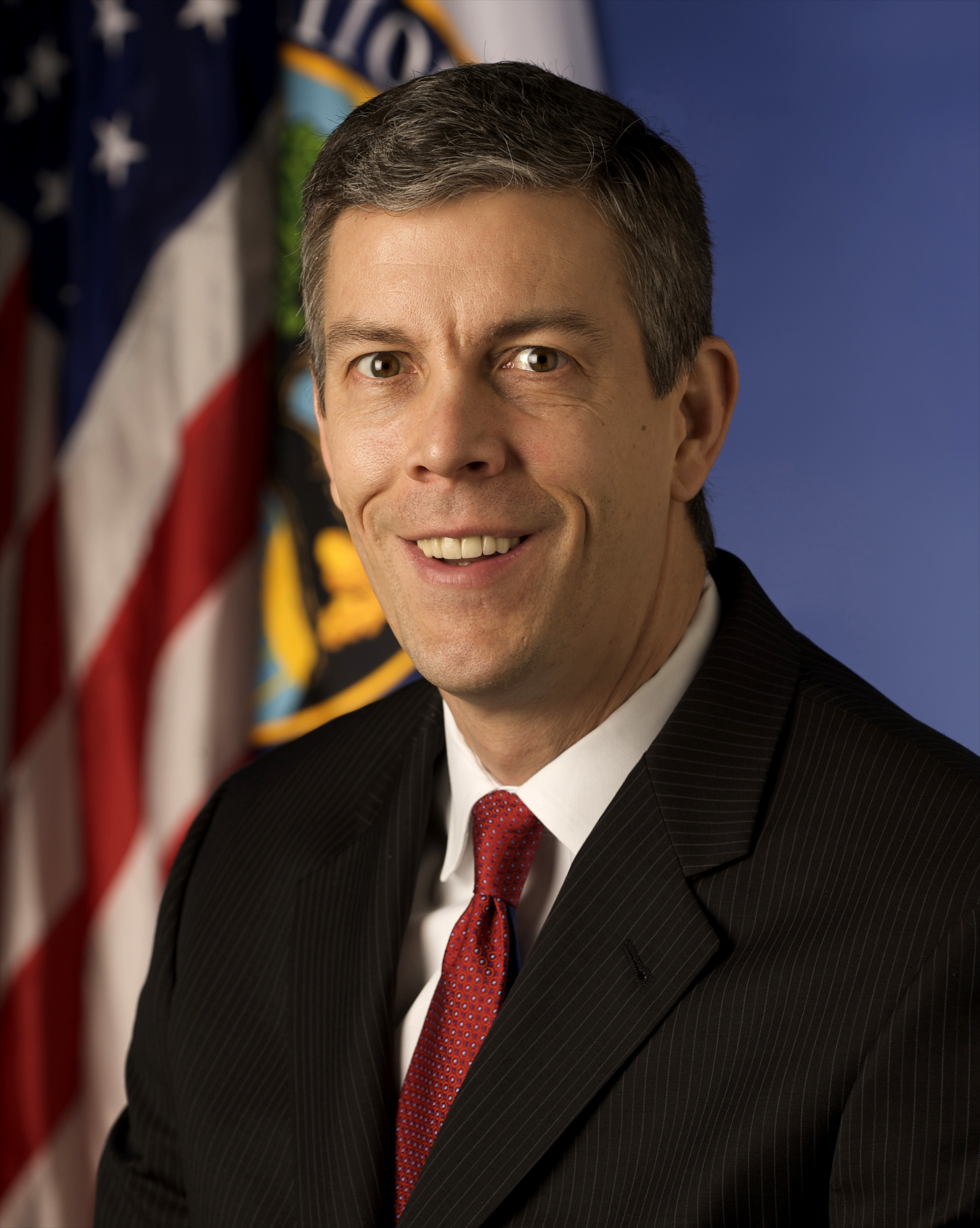
آرن دنكان وزير التعليم في الولايات المتحدة حالياَ

ويعد التعليم في الولايات المتحدة من أهم أسباب التطور الحالي. ويُرَكَّز عليه كثيراَ من خلال اللجان والحكومة، التعليم في الولايات المتحدة الأمريكية يقدم بشكل أساسي من القطاع العام مع مراقبة وتمويل يأتي من ثلاثة مستويات: إتحادي ومحلي. وتعليم الأطفال بشكل إلزامي.
التعليم العام هو يوفر عالميًا المناهج الدراسية والتمويل والمدرسين وغيرها من السياسات التعليمية وترد عن طريق مجالس منتخبة محليًا مع سلطتها القضائية على المناطق التعليمية وبتوجهات العديد من المجالس التشريعية في الولايات.
أما بالنسبة للمعايير التعليمية ومقررات الاختبار الموحد فهي عادة ما تقدم من جانب حكومات الولايات.
سن بداية التعليم الإلزامي يختلف من ولاية لأخرى وهي تبدأ من سن الخامسة إلى الثامنة وتنتهي من سن الرابعة عشر إلى الثامنة عشرة. وهناك عدد من الولايات تتطلب إلزامية التعليم حتى سن 18 سنة.
أهمية ومتطلبات التعليم الإلزامي تثقيف الأطفال في المدراس العامة، والدولة موافقة على المدارس الخاصة وبرنامج التعليم المنزلي.
التعليم ينقسم إلى ثلاثة مستويات: المدرسة الابتدائية والمدرسة المتوسطة (تسمى الإعدادية) والمدرسة الثانوية.
في عام 2000 كان هناك 76.6 مليون طالب وطالبة مسجلين في المدراس من رياض الأطفال والمدارس من خلال الدراسات العليا من هؤولاء 72 في المائة منهم تتراوح أعمارهم بين 12 و17 عاما يعتبرون "في المسار الصحيح" تعليميًا بالنسبة لأعمارهم. ومن المقيدين في التعليم الإلزامي 5.2 مليون أي 10.4% كانوا يدرسون في مدارس خاصة. من بين سكان البلاد البالغين، أكثر من 85 في المئة قد أكملوا المرحلة الثانوية و27 بالمائة حصلوا على درجة البكالوريوس أو أعلى.

## السنة الدراسية
تبدأ السنة الدراسية في التعليم العام عادة في شهر سبتمبر وتستمر حتى الأسبوع الأول أوالثاني من شهر يونيو ويستمر اليوم الدراسي عادة من الساعة (8:30) صباحًا حتى الساعة (3:30) بعد الظهر وفـي مستوى ما بعد التعليم العام تكون السنة الأكاديمية أكثر مرونة، فمن المعتاد أن يدرس الطالب المنتظم (كامل الوقت) فصلين دراسيين من (15) إلى (16) أسبوعًا في كل عام أكاديمي ولكن العديــد من المعاهد والكليات والجامعات تتنوع في هـذا النمط، فبعضها مثلًا يتبنى النظام الثلاثي وهـو ما يقسم السنة الأكاديمية إلى ثلاثة فصول دراسية يتكون كل منها من 15 إلى 16 أسبوعًا وبعضها يتبنى النظـام الربعي الذي يقسم السـنة الدراسية إلى أربعة فصول دراسية يتكون كل منها من (11) أسبوعًا، وفي هذين النظامين لا يحضر الطالب في العـادة العام الدراسي بأكمله بل فصلين من ثلاثة أو ثلاثة من أربعة.
iG 5aan 

## تنظيم التعليم
يتأسس التعليم في الولايات المتحدة الأمريكية على مستويات رئيسية ثلاث  وهي:
- المستوى الابتدائي
- المستوي الثانوي
- مستوى ما بعد الثانوي

ويتوافر التدريب المهني في المستويين الثانوي وما بعد الثانوي أما بالنسبة لبرامج تعليم الكبار وبرامج مواصلة التعليم عن بعد فقد أصبح متوفرا بدرجة كبيرة للمواطنين.
المستوى الابتدائي : تتراوح مدة الدراسة في التعليم الابتدائي بأمريكا ما بين 5 إلى 8 سنوات بالنسبة للتعليم الأولي يسبقها عام واحد لفصول الحضانة ومن عام إلى عامين في مرحلة ما قبل الدراسة.
المستوى الثانوي : يبدأ التعليم الثانـوي في أمريكا إبتداء من الصف السابع أو الصف التاسع اعتمادًا على ما إذا كان التعليم الإبتدائي في النظام التعليمي يمتد حتى الصف السادس أو الثامن وفي نهاية الصف العاشر يَتَّخِذ اغلب الطلاب قراراتهم حول البرنامج الذي ينوون الإلتحاق به وتتحدد هذه البرامج فيما يلي:
ـ برنامج أكاديمي يسمح للطالب بإستمرار دراسته في مستوى الكليــــــة
ـ برنامج تدريب مهني يؤهل الطالب للتوظف أو التخصص لما بعد الثانوي
ـ برنامج عام يجمع بين عناصر البرامج الأكاديمية وبرامج التدريب المهني
هذا وتؤدي كل برامج الدراسة الثانوية إلى شهادة الثانوية العامـة.
مستوى ما بعد الثانوي : هناك في الولايات المتحدة الأمريكية ثلاثة أنماط من معاهـد التعليم العالي التي تمنح الدرجات العلمية وهي: أ ـ كليات المجتمع (COLLEGES COMMUNITY) ب ـ الكليات الجامعية (COLLEGES) ج ـ الجامعات (UNIVERSITIES)
أ ـ كليات المجتمــــع : مدة الدراسة في كليات المجتمع سنتان دراسيتان يمنح المتخرج خلالها درجة «الدبلوم» وتخول هذه الدرجة المتخرج الذي يرغب في إستمرار دراسته الجامعية والحصول على درجة البكالوريوس الإلتحاق بالسنتين الأخيرتين بالكلية أو الجامعة التي يرغب في الإلتحاق بها ضمن المستوى الجامعي.
ب ـ الكليات الجامعية : مـدة الدراسة في هذه الكليات عادة أربع سنوات يمنح المتخرج خلالها درجة «البكالوريوس».
ج ـ الجامعات : تقـدم الجامعات بالإضافة إلى برامج الدراسة الجامعية التي تنتهي بعد أربع سنوات بالحصول على درجة البكالوريوس برامجا أخرى في مرحلة الدراسات العليا للحصول على درجات علمية كالماجستير والدكتوراه والتي تستغرق عادة ما بين عامين وأربعة أعوام، كما توفر بعض الجامعات برامجا للدراسات المتقدمة التي يلتحق بها طلاب ما بعد الدكتوراه.

## التعليم العالي
يعد التعليم العالي في الولايات المتحدة مرحلة نهائية اختيارية من التعليم النظامي تتبع التعليم الثانوي، غالبًا ضمن واحدة من 4495 كلية أو جامعة وكلية صغرى في الدولة. في عام 2008، تخرج 36% من الطلاب المسجلين في الكلية خلال أربع سنوات. أكمل 57% متطلبات المرحلة الجامعية خلال ست سنوات، في نفس الكلية التي التحقوا بها لأول مرة. تحتل الولايات المتحدة المرتبة العاشرة بين الدول الصناعية بالنسبة المئوية للبالغين الحاصلين على شهادات جامعية. على مدى السنوات الأربعين الماضية، اتسعت الفجوة بين معدلات تخرج الطلاب الأثرياء والطلاب ذوي الدخل المنخفض بشكل كبير. حصل 77% من الشريحة الربعية الأثرى من الطلاب على شهادات جامعية بحلول سن الـ24 في عام 2013، ارتفاعًا من 40% في عام 1970. وحصل 9% من الربيع الأقل ثراءً على شهادات جامعية في نفس العمر في عام 2013، ارتفاعًا من 6% في عام 1970.
هناك أكثر من 7000 مؤسسة للتعليم ما بعد الثانوي في الولايات المتحدة تقدم عددًا من البرامج التي تلبي احتياجات الطلاب ذوي القدرات والمهارات والاحتياجات التعليمية المختلفة. بالمقارنة مع أنظمة التعليم العالي في البلدان الأخرى، يعد التعليم ما بعد الثانوي في الولايات المتحدة خاليًا من القيود إلى حد كبير، ما يمنح الطلاب مجموعة متنوعة من الخيارات. تشمل متطلبات القبول الشائعة للالتحاق بأي جامعة أمريكية استيفاء حد معين من العمر، ونسخة توثق درجات المدرسة الثانوية، والدورات الدراسية، والأداء في المواد الأساسية في المدرسة الثانوية بالإضافة إلى دورات التعيين المتقدم والبكالوريا الدولية، والأداء الفصلي، ودرجات اختبارات إيه سي تي أو إس إيه تي (سات) والأنشطة الخارج منهجية ومقالات القبول وخطابات التوصية من المعلمين ومستشاري التوجيه. قد تشمل معايير القبول الأخرى إجراء مقابلة، والخلفية الشخصية، وتفضيلات على أساس القرابة (في حال وجود فرد آخر من الأسرة يدرس بالكلية نفسها)، والقدرة على دفع الرسوم الدراسية، وإمكانية التبرع بالأموال لتطوير الكلية، وتقييم شخصية الطالب (بناءً على المقالات أو المقابلات)، والتقييم العام من قبل مكتب القبول. رغم أن الجامعات نادرًا ما تتطلب درجة اختبار معيارية معينة، أو معدل الأداء الفصلي، أو المعدل التراكمي، عادةً ما يكون لكل جامعة درجة تقريبية يصعب القبول فيها دونها.

### الجامعة
عادةً ما تكون الكلية أو الجامعة المسار التقليدي نحو التعليم العالي الأمريكي، وهما أكثر أشكال التعليم العالي المرموقة في الولايات المتحدة. الجامعات في الولايات المتحدة هي مؤسسات تمنح درجات البكالوريوس أو الماجستير أو الدكتوراه أو شهادات مهنية؛ غالبًا ما تمنح الكليات درجات البكالوريوس فقط. تقدم بعض الجامعات برامج على جميع المستويات من الدبلوم إلى الدكتوراه، وتتميز عن كليات المجتمع والكليات الصغرى التي تكون أعلى درجة ممنوحة فيها هي درجة الزمالة أو الدبلوم. رغم عدم وجود تعريف محدد لكلمة «جامعة» أو «كلية» في الولايات المتحدة، تعد الجامعات عمومًا مؤسسات ذات توجه بحثي تقدم برامج البكالوريوس والدراسات العليا والمهنية. تتنوع الجامعات الأمريكية لتخدم الاحتياجات التعليمية المختلفة. عملت بعض المقاطعات والمدن على تأسيس وتمويل مؤسسات مدتها أربع سنوات. بعض هذه المؤسسات، مثل جامعة مدينة نيويورك، ما تزال تديرها الحكومات المحلية. تعمل جامعات أخرى مثل جامعة لويفيل وجامعة ولاية ويتشيتا الآن كجامعات حكومية. قد تكون المؤسسات ذات الأربع سنوات كليات أو جامعات عامة أو خاصة. تُمول المؤسسات الخاصة من القطاع الخاص وتتنوع من حيث الحجم والتخصص والإدارة. تكون بعض المؤسسات الخاصة عبارة عن جامعات بحثية كبيرة، بينما يكون بعضها الآخر عبارة عن كليات فنون ليبرالية صغيرة تركز على التعليم الجامعي. تكون بعض الجامعات الخاصة لاطائفية وعلمانية، بينما تكون غيرها تابعة لدين معين.

### الجامعات المهنية
كليات المجتمع والكليات الصغرى في الولايات المتحدة هي مؤسسات تعليمية عامة شاملة تقدم مجموعة واسعة من الخدمات التعليمية التي تستمر بشكل عام لمدة سنتين. تُمول كليات المجتمع عمومًا من القطاع العام (عادةً من قبل المدن أو المقاطعات المحلية) وتقدم شهادات مهنية وبرامج جزئية. رغم أنها أرخص من حيث الرسوم الدراسية، ويسهل القبول فيها، وليست مرموقة مثل الجامعات ذات الأربع سنوات، تؤمن خيارًا آخر بعد المرحلة الثانوية للطلاب الذين يسعون لدخول مجال التعليم العالي الأمريكي. تركز كليات المجتمع والكليات الصغرى بشكل عام على الدراسة العملية الموجهة نحو الحياة المهنية والتي تشمل المناهج المهنية. رغم أن بعض كليات المجتمع والكليات الصغرى تقدم برامج معتمدة لدرجة البكالوريوس، تقدم الكليات المجتمعية والصغرى عادةً دبلوم جامعي أو شهادة جامعية مثل درجة دبلوم جامعي في الفنون أو درجة دبلوم جامعي في العلوم أو شهادة مهنية، لكن تقدم بعض كليات المجتمع عددًا محدودًا من درجات البكالوريوس. تقدم كليات المجتمع والكليات الصغرى أيضًا شهادات للمهن الحرفية والمهن التقنية. يمكن للطلاب أيضًا كسب نقاط ائتمان في كلية المجتمع أو الكلية الصغرى ونقلها إلى جامعة مدتها أربع سنوات بعد ذلك. تتعاقد العديد من كليات المجتمع مع جامعات وكليات حكومية مدتها أربع سنوات أو حتى جامعات خاصة تمكن بعض طلاب كليات المجتمع من الانتقال إلى هذه الجامعات لمتابعة الحصول على درجة البكالوريوس بعد الانتهاء من برنامج مدته سنتان في كلية المجتمع.